# Eat the Rich
〈Eat the Rich〉는 미국의 하드 록 밴드 에어로스미스가 연주하는 곡이다. 스티븐 타일러, 조 페리, 짐 발란스에 의해 쓰여졌다. 1993년 밴드의 음반 《Get a Grip》의 두 번째 싱글로 발매되었다. 이 곡은 록 라디오에서 성공을 거두며 메인스트림 록 트랙 차트 5위에 올랐다. 이 곡이 음반에서 발매된 두 번째 싱글이었던 영국에서는 34위로 정점을 찍었고, 캐나다에서는 45위로 정점을 찍었다. 그 밴드의 다음 네 개의 싱글과 상관관계가 있는 비디오는 이 음반에서 더 많은 주류적인 성공을 거두었다.
이 곡은 주류가 별로 성공하지 못함에도 불구하고 빠르게 팬 애호가로 자리 잡았고, Get a Grip Tour에서 밴드의 오프닝 곡으로 사용되었을 때 군중들로부터 열광적인 반응을 이끌어냈다. 이 밴드는 일반적으로 13곡의 세트리스트에 한정되어 있음에도 불구하고 Route of All Evil Tour에서 이 곡을 여러 번 연주했다.
이 곡은 밴드의 1994년 게펀 레코드의 컴필레이션 음반 《Big Ones》와 라이브 더블 음반 《A Little South of Sanity》의 첫 곡에 수록되었다.

## 뮤직 비디오
뮤직 비디오는 이 밴드가 스튜디오에서 노래의 일부를 녹음하는 장면과 안구, 뼈, 그리고 이 노래의 식인적인 함축을 암시할 수 있는 이상한 볼이 일어나는 장면들을 보여준다. 이 비디오는 피터 마르티네즈가 감독을 맡았으며, A&R의 아이콘 존 칼로드너와 코미디언 앤서니 클라크의 연기에 관한 것이었다.